# Haute-Vigneulles
Haute-Vigneulles (Duits: Oberfillen) is een gemeente in het Franse departement Moselle (regio Grand Est) en telt 432 inwoners (2004). De plaats maakt deel uit van het arrondissement Forbach-Boulay-Moselle.

## Geografie
De oppervlakte van Haute-Vigneulles bedraagt 9,6 km², de bevolkingsdichtheid is 45,0 inwoners per km².
De onderstaande kaart toont de ligging van Haute-Vigneulles met de belangrijkste infrastructuur en aangrenzende gemeenten.

## Demografie
Onderstaande figuur toont het verloop van het inwonertal (bron: INSEE-tellingen).